# Odontocolon
Odontocolon är ett släkte av steklar som beskrevs av Joseph Augustine Cushman 1942. Odontocolon ingår i familjen brokparasitsteklar.

## Bildgalleri

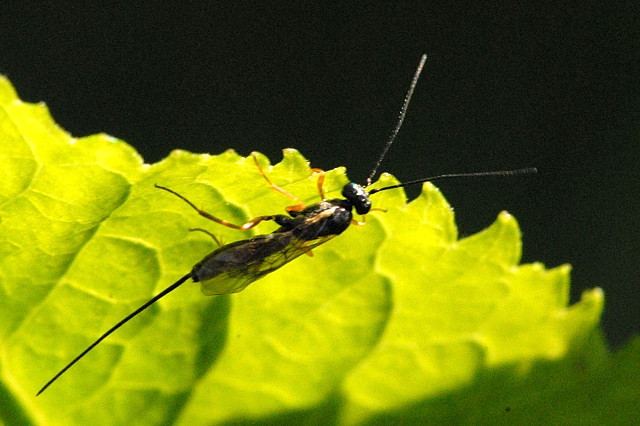

## Dottertaxa tillOdontocolon, i alfabetisk ordning[1][2]
- Odontocolon abdominale
- Odontocolon aethiops
- Odontocolon alaskense
- Odontocolon albotibiale
- Odontocolon appendiculatum
- Odontocolon apterus
- Odontocolon atripes
- Odontocolon atrum
- Odontocolon bicolor
- Odontocolon brevicaudum
- Odontocolon canadense
- Odontocolon cilipes
- Odontocolon curtum
- Odontocolon dentifemorale
- Odontocolon dentipes
- Odontocolon depressum
- Odontocolon dichroum
- Odontocolon dreisbachi
- Odontocolon formicoides
- Odontocolon geniculatum
- Odontocolon hungaricum
- Odontocolon indicum
- Odontocolon jezoënse
- Odontocolon mellipes
- Odontocolon microclausum
- Odontocolon minutum
- Odontocolon nikkoense
- Odontocolon ochropus
- Odontocolon parvum
- Odontocolon polymorphum
- Odontocolon pullum
- Odontocolon punctatum
- Odontocolon punctulatum
- Odontocolon quercinum
- Odontocolon rufiventris
- Odontocolon rufum
- Odontocolon sierrae
- Odontocolon spinipes
- Odontocolon stejnegeri
- Odontocolon strangaliae
- Odontocolon thomsoni
- Odontocolon vicinum